# 月女星
月女星（580 Selene）是由德国天文学家马克斯·沃夫于1905年12月17日在德国海德堡王座山天文台利用照相法发现的外主带小行星。
月女星以希腊神话中的月亮女神塞勒涅命名。中文译名由于以罗马神话的月亮女神狄安娜命名的小行星78已被翻译为月神星，所以小行星580被称为月女星。